# Budva na pjeni od mora
Budva na pjeni od mora (izvorni naziv: Budva na pjenu od mora) je srbijansko-crnogorska humoristično-dramska serija originalno emitirana od 2012. do 2015. godine. Sastoji se od 64 epizode, a radnja, smještena u Budvi prati dvije obitelji koje pripadaju različitim svjetovima - domaće Radmiloviće i Bačiće iz Nikšića koji su se obogatili u postkomunističkoj tranziciji.
Premijerno je prikazana na Radioteleviziji Crne Gore i Prvoj srpskoj televiziji, a potom na hrvatskoj RTL Televiziji. 
Na RTL Televiziji prva i druga sezona su se prikazivale jednom tjedno, dok treća sezona od ponedjeljka do četvrtka.
Glavni glumac i producent Milutin Mima Karadžić najavio je i četvrtu sezonu serije, međutim do nastavaka ove uspješne serije nije došlo radi nesuglasica između Milutina Karadžića i Općine Budve.

## Radnja
U ovoj seriji se oslikava sukob sistema vrijednosti različitih sklopova dviju crnogorskih obitelji, jedne konzervativne i druge liberalne. Glavni lik ove serije je Sava Bačić koga tumači Milutin Mima Karadžić. Ovaj kontroverzni biznismen kupuje u Budvi sve što mu se dopada, investira u višekatnice. Drugi glavni lik ove serije je Jovo Radmilović umirovljeni policajac, honorarno zaposlen u hotelu "Splendid", udovac. Primorac navikao da živi usporenim životom, ne snalazi se u tranzicijskom vremenu. Zaplet nastaje kad se rodi ljubav između Savine kćeri Bojane (Sanja Jovićević) i Jovinog sina Luke (Momčilo Otašević)...

## Uloge
| Glumac                     | Uloga                               |
| -------------------------- | ----------------------------------- |
| Milutin Mima Karadžić      | Savo Bačić                          |
| Mladen Nelević             | Jovan Radmilović - Jovo             |
| Ljiljana Blagojević        | Nađa Bačić                          |
| Dubravka Vukotić Drakić    | Olga Radmilović                     |
| Marko Nikolić              | Joko Radmilović                     |
| Sanja Jovićević            | Bojana Bačić                        |
| Momčilo Otašević           | Luka Radmilović                     |
| Andrija Milošević          | Lunjo Dokmanović                    |
| Branimir Popović           | Ivan Martinović - Martin            |
| Milena Marić               | Lina Bošković                       |
| Miloš Pejović              | Aleksandar - Alek                   |
| Andrea Mugoša              | Miljana                             |
| Božo Zuber                 | Zoro                                |
| Aleksandra Janković        | Nina                                |
| Vojo Krivokapić            | Mirko                               |
| Staša Radulović            | Natašanka - Nataša                  |
| Ana Vučković               | Maja                                |
| Sanja Lakušić              | Jovana Gojković                     |
| Branka Otašević            | Duška                               |
| Aleksandar Radulović       | Mikaš                               |
| Radmila Božović            | Anka                                |
| Boban Čvorović             | Kapelnik                            |
| Mišo Obradović             | Boris                               |
| Barbara Petrović           | Ljudmila                            |
| Emir Čatović               | Galović                             |
| Danilo Babović             | Miškec                              |
| Branka Knežević            | Inspektorica Žižić                  |
| Jovan Krivokapić           | Peđa                                |
| Nikola Šoć                 | Boćo                                |
| Nina Petković              | Minja                               |
| Nina Janković              | Tijana                              |
| Danina Jeftić              | Hana                                |
| Marija Karan               | Anđelika                            |
| Petar Boreta               | Serjoža                             |
| Enver Petrovci             | Dobrosav Perović - Bonini           |
| Petar Strugar              | Mirović                             |
| Dragan Bjelogrlić          | Diboa                               |
| Milorad Mandić             | Mile                                |
| Leona Paraminski           | Mila Kovač                          |
| Viktor Savić               | Vasilije                            |
| Katarina Marković          | Anita Nikezić - Anči                |
| Dejan Ivanić               | Petar Serdar                        |
| Jelena Simić               | Novinarka Valentina                 |
| Marija Bergam              | Senka                               |
| Ivana Mrvaljević           | Tužiteljica Kristina                |
| Mirko Vlahović             | Boro                                |
| Igor Lazić                 | Taksist Ilija                       |
| Mirna Medaković            | Ena                                 |
| Danijela "Nela" Mihajlović | Lucija                              |
| Ivo Gregurević             | Milin otac                          |
| Milo Lekić                 | Žanko                               |
| Frano Lasić                | Grof Graziano                       |
| Danilo Čelebić             | Mitar                               |
| Branko Ilić                | Nikita                              |
| Ljubomir Bandović          | Branimir                            |
| Zoran Vujović              | Toni                                |
| Saša Joksimović            | Saša Đorđević                       |
| Marina Tadić               | Niki De Napoli (Nikolina Kovačević) |
| Jelena Kikić               | Dijana                              |
| Žaklina Oštir              | Dušanka                             |
| Maja Kljun                 | Selena                              |
| Slavko Kalezić             | Roman Milojević                     |
| Petar Burić                | Boško                               |
| Nada Vukčević              | Tereza                              |
| Ivona Čović                | Apotekarka Zora                     |
| Smiljana Martinović        | Sobarica Stana                      |
| Kristina Stevović          | Žana                                |
| Atif Hasanagić             | Inspektor Peroni                    |
| Davor Dragojević           | Mornar Đuka                         |
| Tijana Bjelica             | Asistentica tužiteljice Biljana     |
| Nina Žižić                 | Izabela                             |
| Marta Ćeranić              | Viktorija                           |
| Teodora Miljković          | Gabrijela                           |
| Dragiša Simović            | Pešo                                |
| Nikola Radovanović         |                                     |
| Ruža Dabović               |                                     |
| Pavle Ilić                 | Liječnik                            |
| Momo Pićurić               | Dr. Buha                            |
| Tara Toševski              | Svetlana                            |
| Dragan Račić               | Đurašković                          |
| Nikola Đurović             | Direktor apartmana                  |
| Petar Novaković            | Gitarist na plaži                   |
| Ratka Mugoša               | Zorova majka Živana                 |
| Marta Pićurić              | Tihana                              |
| Maja Stojanović            | Recepcionerka Zdravka               |
| Jovan Dabović              | Boriša                              |
| Irena Zec                  | Kćer Petra Serdara                  |
| Dejan Đonović              | Šef casina                          |
| Olivera "Olja" Vuković     |                                     |
| Gordana Mićunović          |                                     |
|                            | Karlo                               |
| Bojana Maljević            | Katarina                            |
| Dejan Lutkić               | Aleksej                             |

## Vanjske poveznice
- Budva na pjeni od mora na IMDb.com